# Giacomo Benedettini
Giacomo Benedettini (ur. 7 września 1982 w Borgo Maggiore) – sanmaryński piłkarz występujący na pozycji obrońcy, reprezentant San Marino w latach 2007–2013.

## Sukcesy
SP Tre Fiori
- mistrzostwo San Marino: 2008/09, 2009/10, 2010/11
- Puchar San Marino: 2009/10
- Superpuchar San Marino: 2010, 2011